# Hjelmsgade
Hjelmsgade er en gade beliggende på Østerbro i København. Gaden ligger mellem Hesseløgade og Drejøgade. 

## Navnets oprindelse
Selvom det ikke med sikkerhed vides, hvad Hjelmsgade er opkaldt efter, peger meget på, at gaden har fået navn efter den lille ø Hjelm, som ligger sydøst for Djursland. Dette stemmer overens med områdets navnetradition, hvor flere gader i kvarteret er opkaldt efter danske øer. 